# 多穩態模稜函數
多穩態模稜函數（Multistatic ambiguity functions），是由模稜函數延伸而來的機率模型，用以模擬多組雷達偵測同一目標的狀況。

## 物理意義
多穩態模稜函數是由模稜函數延伸用以模擬多穩態雷達系統，其中針對同一目標有許多並列的發送器及接收器。
在這樣的情況下，時間和位置之間、簡單如單穩態雷達（Monostatic Radar System）的線性關係不再適用，而是關乎於此傳輸系統之幾何特性之下（發送器、接收器和目標物的相對關係共組之三角型）。
因此，多穩態模稜函數多在此時適用，作為表達此組二或三維雷達偵測系統各部份之間的相對關係及傳輸狀況：包刮相對或絕對位置、目標物座標系之速度等，是為一多穩態函式。
就像單穩態模稜函數是與濾波器匹配，多穩態模稜函數則是來自與其相應之多穩態光學偵測器，例如：因為所有接收器間的協調運算（joint processing）、而得以提供固定錯誤回報機率，並使得接受機率最大化者。如是偵測演算法之特性，需依靠在此多穩態系統中、每個雙穩態偶對觀察到的目標波動是否相關而定。若相關，則偵測器間相位將呈現於接收到的信號上呈現相關性加總（coherent summation），因而對目標之定位正確率有很大的幫助。
若非，則偵測器將表現非相關加總（incoherent summation）的效果因而有多樣化的放大倍率，難以定位正確目標。

## 實用
在沒有雜訊干擾的情況下，廣義的穩態情況被定義為
{\displaystyle D_{s}=D_{|n(t)=0}=\phi (d_{1|n_{1}(t)=0},d_{2|n_{2}(t)=0},...,d_{N|n_{N}(t)=0};w_{1},w_{2},...,w_{N}))}
而我們定義廣義的模稜函數維：
{\displaystyle \Theta (\tau _{H},\tau _{a},\omega _{DH},\omega _{Da})={\frac {1}{K}}E[D_{s}]}
其中:{\displaystyle \tau _{a}=[\tau _{a}1,...,\tau _{aNT}]}，而E[‧]表示期望值、K表示一標準化的常數使得
{\displaystyle \Theta (\tau _{H},\tau _{a}\omega _{DH},\omega _{a})=1}
此時若我們給定一固定目標(即有固定的:{\displaystyle \tau _{a},\omega _{Dd}})時，此函式為一二維函數。
而既然在我們對於使用此函數的情況下通常以知曉目標位置及目標速度為目的，以上述相關變數為依據來表示模稜函數將使計算更為容易。
而在訊號源都普勒效應作用以及本身延遲，以及目標自己座標系之速度向量，使得將此函式之解為高度非線性。而以此方式模型接收訊號之多穩態雷達系統計算，便顯得相當困難，且具有一定程度的重要性。
而為了簡化這樣的計算，且更重要地，準確地描述上述系統的幾何特性，我們將所有訊號接收器依照平行於目標之速度排列。
且為了簡化觀察困難，我們通常選取三維空間中之二維做為來代表多穩態模稜函數之表現；更廣義而言，我們可以給定任一屬於目標和其速度及雷達系統間關系六維關係之子集合以定義我們所需支函式。